# 生山雅英
生山 雅英（いくやま まさひで、1956年 - 2016年）は、日本の建築家。arte空間研究所を主宰。

## 略歴
大阪府出身。1981年、大阪工業大学工学部建築学科卒業後、南海建設株式会社設計部を経て、1990年にarte（アルテ）空間研究所設立。2005年、大阪樟蔭女子大学非常勤講師。2008年から大阪工業大学非常勤講師。
主な作品に、 1996年「大黒壁のある家」、1997年「殿山の家」、1998年「額田の家」、1999年「桜樹の家」、2000年「河藻の家」2011年「ワールド動物病院」。 1999年「額田の家」で第45回大阪建築コンクール知事賞。2002年「jojo心斎橋」でJCDデザインアワード2002奨励賞。2004年「神楽坂の家」でResidential Lighting Award2004優秀賞。2008年「houju」(兵庫県宝塚市)で日本建築家協会優秀建築選2007。「houju」と「WW+」(大阪府吹田市)で、日本建築家協会(JIA)近畿支部第12回関西建築家大賞。2009年「mon-en」で第55回大阪建築コンクール知事賞。2012年「gip」でJCDデザインアワード2012銀賞。